# Faktura

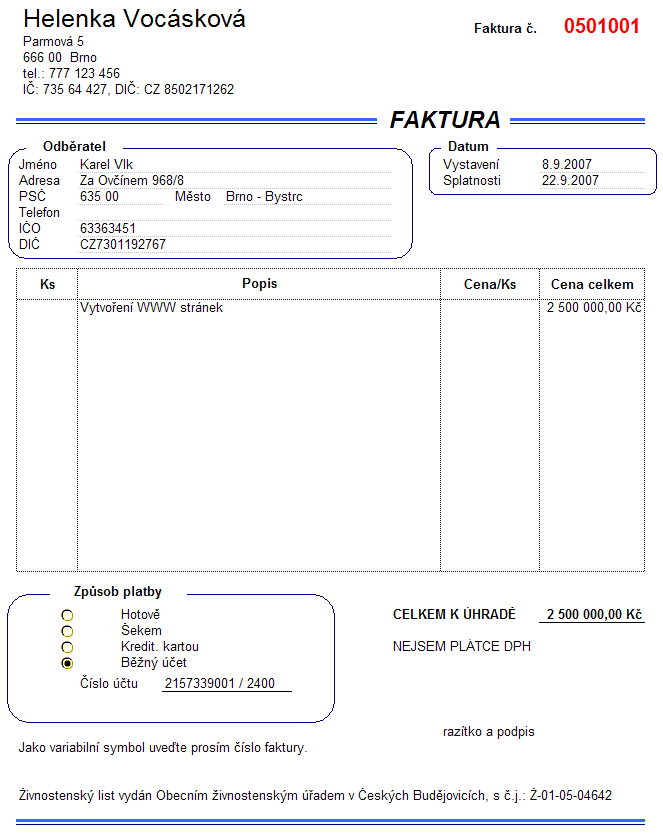
Příklad faktury

Faktura (z latinského facere – dělat, udělat) je účet za provedenou práci nebo dodané zboží. Obvykle obsahuje popis toho, za co se má zaplatit, způsob platby a datum splatnosti. Pojem „faktura“ jako takový není definován v žádném právním předpisu, přesto jde o pojem vžitý a používá se běžně v obchodním styku. Také náležitosti faktury jsou ustálené tak, aby vyhovovaly podmínkám různých zákonů. 
V obchodní praxi je běžné, že faktura na dané zboží slouží zároveň jako dodací a záruční list, přičemž tento fakt je na ní uveden.

## Právní úprava v obchodním právu
Dle ustanovení § 13a Obchodní listiny bývalého obchodního zákoníku platilo, že každý podnikatel je povinen na všech objednávkách, obchodních dopisech, fakturách, smlouvách a v rámci informací zpřístupňovaných veřejnosti prostřednictvím dálkového přístupu (dále jen „internetové stránky“) uvádět údaj o své firmě, jménu nebo názvu, sídle nebo místu podnikání a identifikačním čísle osoby. Podnikatelé zapsaní v obchodním rejstříku byli povinni uvádět také údaj o tomto zápisu včetně spisové značky, podnikatelé nezapsaní v obchodním rejstříku byli povinni uvádět údaj o zápisu do jiné evidence, v níž jsou zapsáni (např. evidence živnostenského úřadu).
Z platného občanského zákoníku byla zmínka o faktuře vypuštěna, a tak § 435 zákona č. 90/2012 Sb. o obchodních korporacích hovoří pouze o obchodních listinách (do kteréžto kategorie faktury spadají).

## Zákon o účetnictví
Z pohledu zákona o účetnictví pojem „faktura“ neexistuje. Slovem „faktura“ je v praxi zpravidla míněn účetní doklad, na který se vztahuje ustanovení § 11 o náležitostech účetních dokladů. Účetní doklad musí obsahovat:
- označení účetního dokladu,
- obsah účetního případu a jeho účastníky (název dodavatele a odběratele),[ujasnit]
- peněžní částku nebo informaci o ceně za měrnou jednotku a vyjádření množství,
- okamžik vyhotovení účetního dokladu,
- okamžik uskutečnění účetního případu, není-li shodný s okamžikem vyhotovení účetního dokladu,
- podpisový záznam podle § 33a odst. 4 zákona o účetnictví osoby odpovědné za účetní případ a podpisový záznam osoby odpovědné za jeho zaúčtování.

Ačkoli bývají tradiční součástí českých faktur razítko a podpis dodavatele, nejsou tyto položky zákonem o účetnictví vyžadovány. Vyžadovány jsou pouze podpisové záznamy odpovědných osob odběratele (nejčastěji účetní).